# Лисенківщина

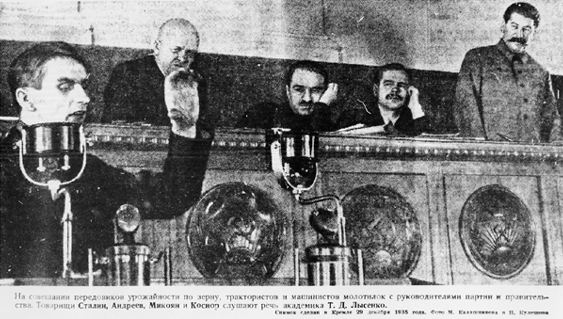
Виступ Лисенка в Кремлі, 1935 р. За ним (зліва направо) Косіор, Мікоян, Андреєв і Сталін.

Лисенківщина — політична кампанія з переслідування і шельмування групи генетиків, заперечення генетики (вейсманізму-морганізму) і тимчасової заборони генетичних досліджень в СРСР (при тому, що Інститут генетики продовжував існувати). Отримала свою популярну назву за прізвищем Т. Д. Лисенка, який став символом кампанії. Кампанія розгорталась у наукових біологічних колах приблизно з середини 1930-х до першої половини 1960-х років. Її організаторами були партійні і державні діячі, а також діячі в галузі біології (видну роль, крім Т. Д. Лисенка, зіграв І. І. Презент) та інші.
У переносному значенні термін лисенківщина може використовуватися для позначення будь-якого адміністративного переслідування вчених за їх «політично некоректні» наукові погляди.

## Передісторія
У 1928 році раніше невідомий агроном Трохим Лисенко заявив про створення ним нової сільськогосподарської технології — яровизації, тобто попереднього охолодження насіння злакових культур перед посівом навесні. Насправді яровизація була відома принаймні з 1854 року й активно вивчалася протягом 25 років, що передували «відкриттю». На початку XXI століття техніку яровизації застосовують у селекції рослин, для отримання додаткових поколінь рослин у селекційних камерах, фітотронах і теплицях, а також для поєднання термінів цвітіння рослин, що походять з різних регіонів світу. Такою вона була підтримана Миколою Вавиловим, іншими вченими СРСР та інших країн. Джон Голдейн у статті «Лисенко і генетика», опублікованій у 1940 році в журналі «Science & Society», вказував на «велику цінність» техніки яровизації (англ. vernalization), стверджуючи, що вона «була достатньо доведена не тільки в Радянському Союзі, але й у цивілізованому світі».
Радянські газети розпочали активну кампанію, в якій селянський син Трохим Лисенко представлявся як геній народу, самородок, який здійснив революційне відкриття. Лисенко став відомим і впливовим.
Мало хто з представників науки наважувався дати «політично некоректну» відповідь про марність або шкідливість яровизації, тим більше що Лисенко підтримували авторитетні вчені Мічурін[джерело?] і Вавилов. Таким чином було «доведено», що яровизація підвищує врожаї на 1 ц/га або 15 %.

## Історія

### Лисенко в кінці 1920-х — початку 1930-х років
15 січня 1929 року Лисенко (спільно з Донатом Долгушиним) виступив на Всесоюзному з'їзді з генетики, селекції, насінництва і племінного тваринництва, що проходив у Ленінграді з 10 січня по 16 січня, де запропонував спосіб весняного посіву озимих рослин.
З аналогічною доповіддю виступив ботанік Микола Максимов. Максимов вважав, що «кожен злак у відомих умовах може бути перетворений на ярий», але водночас стверджував, що «перенесення цих дослідів на поля неможливе».
21 липня 1929 року в «Правді» з'явилася стаття, де вказувалося на успішний посів яровізованим насінням у господарстві батька Лисенка.

У вересні 1929 р. роботи Лисенка були підтримані в Наркоматі землеробства СРСР (Наркомзем). Нарком Олександр Шліхтер вважав, що робота Лисенка допоможе зберегти урожай року з суховіями, а також збереже від вимерзання озимі посіви в суворі зими, які мали місце в 1927 і 1928 рр. Роботи Лисенка були також підтримані професорами Віктором Талановим, Миколою Максимовим, В. Є. Писарєвим.19 листопада 1929 року в газеті «Социалистическое земледелие» в добірці статей «Яровизація озимини — нове завоювання в боротьбі за урожай» був опублікований матеріал професора Миколи Максимова, в якому було дано аналіз робіт Лисенка. У ньому він висвітлював наукову діяльність Лисенка з питання яровизації і можливі перспективи розробленого ним методу. Максимов зазначав, що зроблені Лисенком відкриття були вже давно відомі в світі. Однак Максимов вважав, що отримані Лисенком результати відкривають нові перспективи в питанні пізнання природи озимих. Головною ж заслугою Лисенка Максимов вважав застосування досягнень теоретичної науки на практиці:
Найголовнішою ж заслугою Лисенка я вважаю те, що досягнення теоретичної науки він зумів безпосередньо застосувати в практичному житті. І Гаснер, і ми, будучи фізіологами, а не агрономами, не йшли далі лабораторних дослідів. Холодне пророщування здавалося нам дуже простим прийомом, щоб він міг отримати безпосереднє застосування в польовому господарстві... Лисенко вкрай спростив попередню обробку насіння, спростив настільки, що вона стала доступною навіть для пересічного селянського господарства. А це, звичайно, не можна не визнати найбільшим досягненням.— Н. А. Максимов, 1929 р.
Оцінюючи досліди з яровизації, Максимов, однак, висловив побажання, «щоб надмірні очікування, покладені на них зараз деякими захопленими колами, не завадили потім тверезій діловій оцінці результатів цих важливих дослідів».
У тому ж 1929 році Лисенко виступив на Колегії Наркомзему, де його внесок у вирішення продовольчої проблеми був високо оцінений наркомом Яковлєвим, і була офіційно схвалена яровизація.
У червні 1931 року Колегія Наркомзему СРСР винесла директиву, про яку Лисенко згодом писав: «Планове завдання з дослідно-господарських посівів яровизованих ярих пшениць у 1932 р. було: по лінії Союзного Наркомзему — 10.000 га, по лінії Наркомзему УРСР — 100.000 га».
9 липня 1931 року Колегія Наркомзему СРСР надала в розпорядження лабораторії Лисенка щороку 150 тис. рублів. Також було прийнято рішення про видання журналу «Бюлетень яровизації» під редакцією Лисенка. У 1932-1933 рр. в цьому журналі ним було опубліковано 9 статей (одна — спільно з Долгушиним). У бюлетені публікувалися таблиці даних від колгоспів, інструкції з яровизації картоплі, зернових та інших культур. Журнал виходив від імені Українського інституту селекції Всеукраїнської академії сільськогосподарських наук[прояснити], виданнями українською та російською мовами, і був підпорядкований Наркомату землеробства УРСР.
У своїй доповіді на Колегії Наркомзему 13 вересня 1931 р. Лисенко розширив тему яровизації з плодоношення озимих хлібів при весняних посівах, пропонуючи впливати холодом не тільки на пшениці, і знаходити найвідповідніші для цього сорти, говорив про розмежування процесів росту і розвитку, і стверджував, що йому вдалося збільшити врожайність азербайджанських пшениць, висіяних в Одесі, на 40 %. Там же він заявляв, що «яровизації без генетики і селекції не повинно бути».
У жовтні 1931 року Всеукраїнський з'їзд з селекції зустрів доповідь Лисенка бурхливими оплесками.
В кінці жовтня—початку листопада 1931 р. на Всесоюзній Конференції щодо боротьби з посухою, що проходила в Москві, на якій виступали Молотов і Калінін, поряд з великими вченими (Таланов, Кулешов, Максимов, Константинов, Дроздов) виступив і Лисенко. Газета «Правда» від 30 жовтня 1931 р. повідомляла, що «За пропозицією наркомзему тов. Яковлєва... конференція намітила комісію..., тов. Яковлєв особливо підкреслив значення робіт агронома Лисенка».
У газеті «Известия» 29 жовтня 1931 р. стверджувалося, що Яковлев вимагав застосувати метод тов. Лисенка в масовому масштабі (сотень тисяч гектарів), і вважав, що «сам тов. Лисенко ще недостатньо усвідомлює значення своєї роботи, а її значення ВЕЛИЧЕЗНЕ».
Після конференції щодо боротьби з посухою 1931 р. уряд СРСР нагородив Лисенка орденом Трудового Червоного Прапора «за роботи з яровизації».
У першій половині 30-х років дослідженням Лисенка була надана підтримка з боку таких видатних вчених як М. О. Максимов та М. І. Вавилов. Головною заслугою Лисенка вчені вважали методику яровизації, яка могла бути активно використана в селекції рослин. Перші незгоди з позицією Лисенка виникли тоді, коли Лисенко став пропагувати яровизацію, як надійний спосіб збільшення врожаю в країні. Сталін також надавав активну підтримку Лисенку, зокрема й тому, що положення його теорії відповідали ідеології керівної партії[джерело?].

### Боротьба в біології в періодсталінських репресій

М. І. Вавилов на засіданні ВАСГНІЛ, 17 червня 1935 р.

У 1933—1934 роках Лисенко разом з доктором біологічних наук Ісааком Презентом почав наступ на генетику. Лисенко вірив у теорію Ламарка про спадкування набутих ознак і вважав себе послідовником І. В. Мічуріна. На думку Жореса Медведєва, сам Сталін здавна був ламаркістом.
<
У 1938 році Лисенко став президентом ВАСГНІЛ замість М. І. Вавилова, зниженого на посаді його заступника. Класичну генетику стали публічно іменувати «фашистською наукою», почалося політичне переслідування вчених-генетиків. В кінці 1930-х років стали відбуватися арешти і навіть розстріли. Микола Вавилов був заарештований за підозрою в антирадянській діяльності 6 серпня 1940 року, засуджений до страти (пізніше замінено на 15 років таборів) і помер у в'язниці в 1943 році, багато інших вчених також потрапили в табори, а деякі — розстріляні (наприклад, С. Г. Левіт, І. Й. Агол). Багато вчених під страхом переслідування змінили поле діяльності або приєдналися до кампанії проти науки.
У той час наймасовішою формою відступу вчених від моральних норм була усна або письмова відмова від власних наукових переконань і водночас визнання мічурінських догм, лженауковість яких була при цьому для них очевидна.
Деякі цим не обмежувалися і для зміцнення свого становища або в цілях кар'єрного просування викривали своїх товаришів і вчителів, звинувачуючи їх у антимічурінських вадах. Інші йшли ще далі, пишучи на своїх наукових опонентів політичні доноси, знаючи, що вони можуть призвести не тільки до їх ізоляції, але й до фізичного знищення. Така обстановка розтлівала наукову молодь і тим самим забезпечувала аморальну основу на майбутнє.
Проте багатьом вдалося уникнути репресій, і вони навіть продовжували займатися генетичними дослідженнями. С. С. Четвериков зазнав арешту в 1929 році і був засланий на 5 років у Свердловськ з подальшою забороною поселятися в Москві, Ленінграді та кількох інших центральних містах; В. П. Ефроїмсон був двічі засуджений на тривалі терміни і відбував покарання у в'язницях і таборах.

Лисенківці оголошували себе прихильниками «генетики», однак під цим терміном розуміли суто свій «мічурінський метод», класичну ж генетику іменували «вейсманізмом-морганізмом». Після 1945 року, незважаючи на важкі наслідки репресій, генетика в СРСР продовжувала розвиватися і перейшла в наступ на «мічурінську біологію», використовуючи міжнародні зв'язки (А. Р. Жебрак, Н. Н. Дубінін):
Радянська наукова спільнота не була просто пасивним інструментом політиків. Різні групи всередині наукової спільноти активно експлуатували кожен поворот державної зовнішньої політики, намагаючись досягти своїх власних цілей за посередництвом партійного апарату. Під час піку наукової кооперації в 1945-1946 рр. радянські генетики вміло використовували свої міжнародні контакти, щоб організувати «другий фронт» на Заході з метою підтримати свою атаку на інституційні позиції Т. Д. Лисенка і зміцнити радянську генетику.— Кременцов, Н. Л. «Американская помощь» в советской генетике, 1945—1947
Ситуація, очевидно, почала змінюватися наприкінці 1946 року. Саме в останній тиждень цього року вперше зареєстровано присутність Лисенка в кабінеті Сталіна (26 та 30 грудня), причому одночасно з ним там були присутні Хрущов і Берія. Наступний візит зареєстрований безпосередньо перед серпневою сесією ВАСГНІЛ, 27 липня 1948 року, де були присутні Берія, Маленков, Мікоян, Булганін, Каганович. Останній візит відбувся незабаром після сесії, 31 серпня, були присутні Берія, Маленков, Молотов, Булганін, Каганович.

#### Після 1948 року

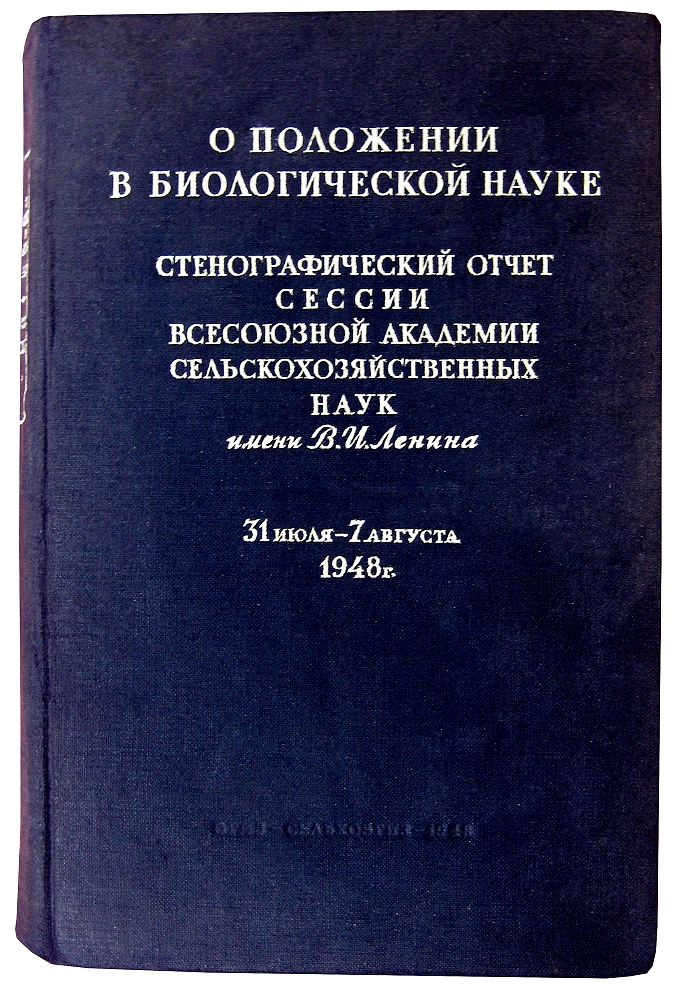
Стенографічний звіт сесії ВАСГНІЛ 1948 р.

На «Серпневій сесії ВАСГНІЛ 1948 року» протистояння між «вейсманістами-морганістами» і «мічурінцями» досягло свого апогею і ускладнилося боротьбою партійних кланів[джерело?].
На боці «вейсманістов-морганістов» виступав до сесії Ю. А. Жданов, «мічурінців» після особистого звернення до нього Лисенка підтримав сам Сталін, який призначив безпосередньо перед сесією ряд лисенківців новими членами ВАСГНІЛ[джерело?]. У липні 1948 р. Т. Д. Лисенко надіслав Сталіну текст своєї доповіді, в якому протиставляв «буржуазну» (генетика) і «пролетарську» («мічурінська біологія») науки. Сталін в цілому підтримав доповідь Лисенка, оскільки сам дотримувався ламаркістських поглядів[джерело?], однак залишив на полях доповіді Лисенка знущальні записи з приводу «пролетарської науки». 27 липня 1948, за кілька днів до відкриття сесії ВАСГНІЛ, відбулася двогодинна зустріч Сталіна (у присутності інших членів Політбюро) з Т. Д. Лисенком. На сесії Лисенко виголосив свою доповідь (поділ наук не на «буржуазну/пролетарську», а «матеріалістичну/ідеалістичну»), вказавши, що доповідь схвалена ЦК. Більшість генетиків навіть не знало про проведення цієї сесії.
Як видно зі стенограми виступів на сесії, фактично єдиним опонентом мракобісся виявився генетик і фронтовик Й. А. Рапопорт, пройшовши на засідання з бойовими нагородами і з запрошенням для іншої особи (у стенографічний звіт його виступ проти І. Презента потрапив як «хуліганська витівка» Рапопорта). «Вейсманізм-морганізм» був офіційно оголошений ідеалістичною теорією, тобто лженаукою. Ю. А. Жданов публічно покаявся в газеті «Правда».
У кінці серпня 1948 р. почалася велика «кадрова чистка». Головний ідеолог гонінь на генетиків, Ісаак Презент був призначений деканом на біофаках Московського і Ленінградського університетів одночасно. Більше 100 генетиків були звільнені, деякі виключені з партії, зокрема й Й. А. Рапопорт, покінчив із собою в 1951 р. Д. А. Сабінін. Всі генетичні дослідження в СРСР були практично припинені.
У 1951 році Т. Д. Лисенко активно підтримував іншого ідейного біолога, О. Б. Лепешинську: «відмітив значення вчення О. Б. Лепешинської для розуміння процесу зародження паростків нового виду в тілі старого виду».
Генетика почала поступово відновлюватися завдяки фізикам-атомникам, які створювали лабораторії радіаційної генетики у своїх закритих інститутах. Повне відновлення генетичних досліджень відбулося тільки після зняття М. С. Хрущова в жовтні 1964 року.

### Хрущовська відлига
Хрущов, незважаючи на його боротьбу з культом особи Сталіна, так само як і Сталін, продовжував високо цінувати Лисенка через його харизму «людини з народу». В надії на реалізацію обіцяних «народним академіком» величезних врожаїв «гіллястої пшениці» він підтримав діяльність Т. Лисенка і його головного ідеолога І. Презента.
Внаслідок експериментів Лисенка, при активній підтримці «ідеологів від науки», які отримали високі звання і відповідні оклади, було завдано істотної шкоди радянській економіці (наприклад, за його ініціативою у великих масштабах проводилося схрещування племінних порід великої рогатої худоби з неплемінними).
Незважаючи на офіційну підтримку Лисенка, стало можливим висловлювати і погляди, відмінні від його точки зору. За ініціативою міністра освіти РРФСР В. М. Столєтова була ініційована дискусія між лисенківцями і його супротивниками, внаслідок чого супротивники Лисенка досить швидко домоглися підтримки в біологічній пресі.

### Завершення періоду «лисенківщини»
Табу на критику на адресу Лисенка зберігалося до початку-середини 1960-х років, незважаючи на реабілітацію Вавилова (посмертно) та інших генетиків і поступове зростання кількості публікацій, присвячених генетиці. У 1964 році було видано книгу В. П. Ефроїмсона (вдруге арештований в 1949 році та вийшов на свободу після смерті Сталіна) «Вступ до медичної генетики».
У 1965 році, після зміни влади й усунення Хрущова, Лисенко був зміщений зі своїх постів, а табу на генетику остаточно знято. Однак стверджують, що до самої своєї смерті в 1976 році Лисенко залишався противником генетики.

## Фразеологія лисенківців

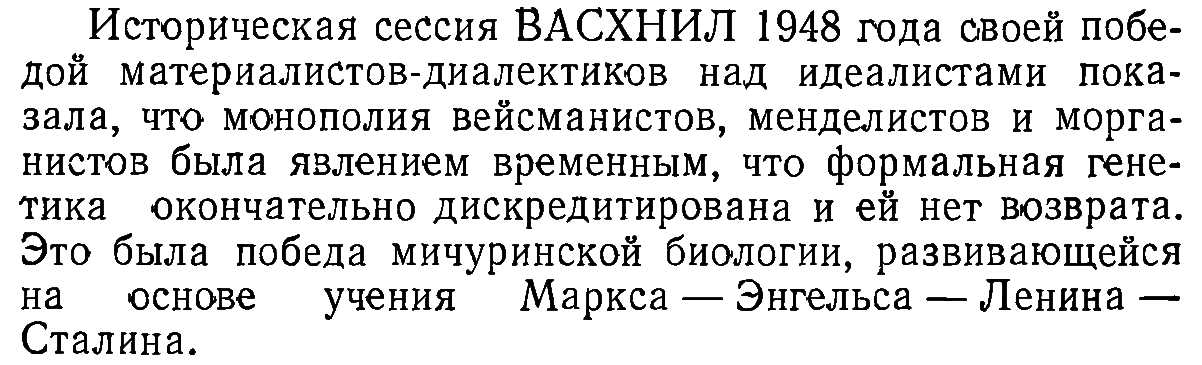
Цитата: після сесії ВАСГНІЛ, Лепешинська, 1952

Академік АМН СРСР Лепешинська О. Б.:
«Вчення діалектичного матеріалізму про взаємозалежності і взаємозумовленості, про безперервний рух і зміни в природі, де завжди щось виникає і розвивається, щось відживає і руйнується, озброїло ідейно Мічуріна і Лисенка і дало їм можливість вийти переможцями з боротьби з метафізиками і ідеалістами, з послідовниками Вейсмана, Менделя і Моргана».
«Особи, які відстоюють принципи формальної генетики, не в силах зрозуміти геніальної вказівки Леніна про те, що "пізнання людини не є ... пряма лінія, а крива лінія, яка нескінченно наближається до низки кіл, до спіралі. Будь-який уривок, уламок, шматочок в цій кривій лінії може бути перетворений (односторонньо перетворений) в самостійну, цілу, пряму лінію, яка (якщо за деревами не бачити лісу) веде тоді в болото, в попівщину..."»— Ленинизм — мощная основа революционной науки

Член-кореспондент АМН СРСР П. В. Макаров:
«Набір генів у хромосомах, за твердженням вейсманістів-морганістів, визначає всі особливості організму, його зовнішній вигляд, поведінку, характер тощо. Гени існують від початку життя, вони незмінні і непізнавані, а можуть з часом тільки втрачатися. Морганісти пророкують, що неминуча близька загибель живого внаслідок розтрачання "генного багатства", або генофонду. На їхню думку, всі властивості будь-якого організму, зокрема й людини, фатальним чином зумовлені тими генами, які він отримує від своїх батьків при злитті яйця з живчиком, тобто в момент запліднення. Для того щоб перешкодити поширенню шкідливих генів, треба регулювати шлюби, позбавляючи людей з "неповноцінною" спадковістю можливості мати потомство. Зазнавши повного провалу в сільськогосподарській практиці, у виведенні нових порід тварин і нових сортів рослин, вейсманісти-морганісти з благословення своїх босів посилено займаються людиноводством, виконуючи найбруднішу, реакційну роль. Вони підводять теоретичну "основу" під расистські вигадки імперіалістів, прагнуть виправдати політику винищення народів, колоніального гніту, неймовірної експлуатації трудящих. Вейсманісти-морганісти обґрунтовують поділ людей на расу панів і расу рабів. Перші сконцентрували в собі повноцінні гени, другі - другосортні і самою природою навіки приречені бути в становищі експлуатованих. Морганісти висловлюють жаль, що їхня "наука" не була відома раніше, тоді можна було б своєчасно вивести породу людей, позбавлених настільки тяжких для експлуататорів властивостей, як прагнення до свободи, людського існування, соціалізму»

## Сучасний період
У 2000-ні та 2010-ті роки в Росії розвинувся рух з реабілітації лисенківщіни. Низка публіцистів і навіть науковців-біологів виступають з тезою, що дослідження лисенківщини як псевдонаукової політично обумовленої течії проводилися виключно з метою наклепу на радянський режим. Так звану «неолисенківщину» критикує переважна більшість сучасних російських науковців.